# سالواتوره فرارو
سالواتوره فرارو (انگلیسی: Salvatore Ferraro؛ زادهٔ ۸ سپتامبر ۱۹۸۳) بازیکن فوتبال اهل ایتالیا است.
از باشگاه‌هایی که در آن بازی کرده‌است می‌توان به باشگاه فوتبال اینتر میلان، باشگاه فوتبال ویرتوس لانچانو، باشگاه فوتبال آ. ث. لومتزانه، باشگاه فوتبال بنونتو، باشگاه فوتبال آ.ث. میلان، و باشگاه فوتبال ترنانا اشاره کرد.
وی همچنین در تیم‌های ملی فوتبال زیر ۱۶ سال ایتالیا، زیر ۱۷ سال ایتالیا، زیر ۱۸ سال ایتالیا، زیر ۱۹ سال ایتالیا، و زیر ۲۰ سال ایتالیا بازی کرده‌است.